# Pulserande vit dvärg
Pulserande vita dvärgar är vita dvärgar som pulserar med samma mekanism som cepheiderna och har egna instabilitetsområden i HR-diagrammet som passeras allteftersom de svalnar. De pulserar icke-radiellt, vanligen i många olika noder samtidigt. Perioden kan vara från 30 sekunder till 25 minuter med en amplitud på upp till 0,2 magnituder.

## Undergrupper
De pulserande vita dvärgarna är heta stjärnor som är på väg att bli vita dvärgar.. De indelas huvudsakligen i tre undergrupper:
ZZ Ceti-variabler (ZZA) som är av spektraltypen DA med absorptionslinjer enbart av väte., V777 Herculis-variabler (ZZB) som har spektraltypen DB med absorptionslinjer enbart av helium, och GW Virginis-variabler (ZZO) som har spektraltypen DO med absorptionslinjer av helium, kol och syre. Det finns vidare vita dvärgar av spektraltyp DQV, med en koldominerad atmosfär, som uppvisar likheter med de kataklysmiska AM Herculis-variablerna, och vita dvärgar med spektraltyp DA som förs till en undergrupp ELMV på grund av sin extremt låga massa.